# The Soft Parade
The Soft Parade è il quarto album discografico dei Doors, pubblicato nel 1969. L'album raggiunse la sesta posizione nella classifica di Billboard mentre il singolo Touch Me raggiunse la terza posizione.

## Descrizione
(Jim Morrison)

### Origine e storia
Nel settembre del 1968, dopo la tournée in Europa, Manzarek, Densmore, e Krieger fecero ritorno a Los Angeles mentre Morrison e Pamela affittarono un appartamento a Londra per una vacanza di un mese dove Jim conobbe il poeta statunitense Michael McClure, che lo incoraggiò a pubblicare le sue poesie. A fine ottobre Morrison tornò negli Stati Uniti per ricongiungersi ai compagni che intanto stavano progettando il nuovo album nei nuovi studi di registrazione della Elektra Records appena completati. L'idea della band e del loro produttore Paul A. Rothchild era quella di ampliare gli orizzonti sonori dei Doors. Rothchild spinse affinché il gruppo inserisse nel proprio sound un'orchestra per incorporare elementi classici nella musica. Jim Morrison però si estraneò dal lavoro di gruppo in studio sentendosi maggiormente coinvolto nella stesura delle sue poesie.

### Registrazione
I primi brani ad essere approntati furono Touch Me e Wild Child. Il primo è una composizione di Robby Krieger inizialmente intitolata Hit Me ("colpiscimi") ispirata a una lite fra il chitarrista e la sua ragazza Lynn, titolo poi modificato su richiesta di Morrison; la canzone è il primo brano di un gruppo rock a contenere un assolo di sax tenore, suonato dal jazzista Curtis Amy, che risente fortemente dell'influenza dei lavori di John Coltrane. Wild Child è invece un brano dedicato, secondo fonti differenti, a Pamela Courson o al poeta Arthur Rimbaud.
A causa dei crescenti problemi con l'alcol di Jim Morrison, il chitarrista Robby Krieger ebbe una presenza più preponderante in questo album che in ogni altro contribuendo a circa la metà del materiale pubblicato e cantando la traccia vocale principale del ritornello in Runnin' Blue, pezzo caratteristico in cui vengono fatti convergere una varietà di stili quali il bluegrass e il country.
Per la prima volta in assoluto, i crediti compositivi delle canzoni sul disco non furono attribuiti genericamente ai Doors come gruppo, ma ai vari membri individuali (in particolare Morrison e Krieger) poiché Morrison era particolarmente scontento del verso "get your guns" ("prendete i vostri fucili") presente in Tell All the People, la prima traccia dell'album. Morrison temeva che gli ascoltatori potessero percepire tale strofa come un incitamento alla violenza, prendendo per buono il significato letterale della frase, e volle quindi prendere le distanze dall'affermazione (anche se non si rifiutò di cantare il verso incriminato).
Mentre dai primi tre album della band erano sempre stati estratti al massimo due brani da pubblicare come singoli promozionali, da questo vennero estratti quattro brani pubblicati su singolo, alcuni dei quali inizialmente pensati come singoli da non includersi nell'album, ma poi inseriti all'ultimo. Le uniche due canzoni sull'album che non furono pubblicate su singolo sono Shaman's Blues e The Soft Parade.

## Accoglienza
| Recensione                        | Giudizio   |
| --------------------------------- | ---------- |
| AllMusic                          | [ 9 ]      |
| Robert Christgau                  | B-         |
| The New Rolling Stone Album Guide | [ 11 ]     |
| Sputnikmusic                      | 2.0 (Poor) |
| Piero Scaruffi                    | 5/10       |
| Ondarock                          | 6/10       |

L'album venne accolto con reazioni contrastanti dalla critica proprio per l'inclusione di fiati ed archi, in netta opposizione al sound dei primi album della band. La critica inoltre sottolineò il fatto che dal punto di vista lirico e dei contenuti, The Soft Parade non si discostava dai precedenti album dei Doors, e che ciò non era innovativo. In retrospettiva, l'album è stato rivalutato in occasione della ristampa per il 40º anniversario del gruppo, nel numero dell'agosto 2007 di Downbeat Magazine, dove Dan Ouellette dichiarò che il disco era da considerarsi "l'apice creativo" dei Doors), e la title track conclusiva, il lungo brano art rock The Soft Parade, uno dei capolavori sottovalutati della band.
Dopo quest'album, i Doors ritornarono a uno stile più semplice e con meno pretese artistiche con gli album Morrison Hotel e L.A. Woman.
Commentando la cattiva accoglienza riservata al disco dalla critica, Morrison disse: «Le cose ci sfuggirono un po' di mano, ed impiegammo troppo per realizzarlo. Ci vollero più di nove mesi. Un album dovrebbe essere come un libro di racconti con un unico filo conduttore, dovrebbe avere uno stesso feeling e uno stile armonioso, il che è proprio quello che manca a The Soft Parade».
Robby Krieger invece la pensava in maniera differente, ma ugualmente rassegnata: «A noi piaceva, ma, a quanto pareva, eravamo i soli».
Ray Manzarek: «Volevamo inserire nel nostro sound dei fiati e anche una sezione d'archi, per sentire cosa veniva fuori».
Nonostante le perplessità dei critici, l'album raggiunse comunque la posizione numero 6 nella classifica di Billboard, mentre il singolo Touch Me fu quello che nella classifica dei singoli raggiunse la posizione più alta, cioè la terza. Con tutto ciò l'album si aggiudicò il disco d'oro e successivamente quello di platino.

## Tracce
Lato 1
1. Tell All the People – 3:21 (Krieger)
2. Touch Me – 3:12 (Krieger)
3. Shaman's Blues – 4:48 (Morrison)
4. Do It – 3:09 (Krieger, Morrison)
5. Easy Ride – 2:43 (Morrison)

Lato 2
1. Wild Child – 2:36 (Morrison)
2. Running Blue – 2:27 (Krieger)
3. Wishful Sinful – 2:58 (Krieger)
4. The Soft Parade – 8:36 (Morrison)

### 40th Anniversary Edition CD con tracce bonus
1. Who Scared You
2. Whiskey, Mystics and Men (version 1)
3. Whiskey, Mystics and Men (version 2)
4. Push Push
5. Touch Me (studio dialogue)
6. Touch Me (take 3)

## Formazione
- Jim Morrison - voce
- Robby Krieger -Chitarra - Gibson SG; Gibson Les Paul Custom (traccia 6) voce nel ritornello nella traccia 7
- Ray Manzarek - pianoforte (traccia 1) harpsichord (traccia 2, 3, 9) Gibson G-101 (tracce 2, 3, 4, 5, 7, 9) Hammond B3 (tracce 4, 6, 9)
- John Densmore - batteria

### Altri musicisti
- Curtis Amy - sassofono (traccia 2)
- Reinol Andino - conga
- George Bohannon - trombone
- Harvey Brooks - basso (tracce 1, 2, 3, 4, 7, 9)
- Jimmy Buchanan - violino
- Doug Lubahn - basso (tracce 5, 6, 8)
- Jesse McReynolds - mandolino
- Champ Webb – corno inglese
- Paul Harris – arrangiamenti orchestrali (tracce 1, 2, 7, 8, 10)

## Classifica
- Billboard Music Charts (Nord America)

### Album
| Anno | Chart      | Posizione |
| ---- | ---------- | --------- |
| 1969 | Pop Albums | 6         |

### Singoli
| Anno | Singolo                         | Chart       | Posizione |
| ---- | ------------------------------- | ----------- | --------- |
| 1968 | Touch Me / Wild Child           | Pop Singles | 3         |
| 1969 | Wishful Sinful / Who Scared You | Pop Singles | 44        |
| 1969 | Tell All the People / Easy Ride | Pop Singles | 57        |
| 1969 | Runnin' Blue / Do It            | Pop Singles | 64        |